# Léon Legouest
 Venant Antoine Léon Legouest (1820-1889) est un médecin militaire, professeur de clinique chirurgicale au Val-de-Grâce et inspecteur général de la IIIe République.

## Biographie
Fils de Nicolas Antoine Legouest, un chirurgien militaire du Premier Empire, Léon Legouest naît le 1er mai 1820 à Metz. Après des études secondaires à Nancy, Léon Legouest s’inscrit à l’hôpital de Strasbourg, comme chirurgien élève, suivant notamment les cours de Louis Jacques Bégin. Il est rapidement promu chirurgien sous-aide avant d’être affecté à l’hôpital de Lyon. En 1839, Léon Legouest est envoyé en Algérie, où les troupes sont autant décimées par les autochtones rebelles que par les maladies contagieuses. À son retour, il est affecté à l’Hôpital militaire du Fort Moselle, hôpital amphithéâtre d’instruction et de perfectionnement des officiers du corps de santé militaire. 
Affecté ensuite à l’hôpital de Charronne, puis au 8e régiment de lanciers comme chirurgien sous-aide commissionné, il est promu chirurgien aide-major en avril 1845, peu après l’obtention de son doctorat en médecine. De nouveau envoyé en Algérie, il parfait son expérience de chirurgien de guerre pendant trois longues années. À son retour, Legouest est affecté au 6e Chasseurs, puis au 17e Léger, où il est promu médecin-adjoint en 1851. Après un séjour à l’hôpital de Lyon, et à l’hôpital de Colmar, Léon Legouest passe l’agrégation de chirurgie au Val-de-Grâce, en février 1853. Le jeune médecin aide-major est envoyé en Crimée d’août 1854 à mars 1855. Il enseigne au Val-de-Grâce à partir de janvier 1858, recevant peu après la croix de chevalier de la Légion d’honneur. Nommé chef du service de santé au Ve corps d’armée, Legouest participe à la campagne d’Italie en 1859, ce qui lui vaut d’être promu au grade d’officier de la Légion d’honneur. 
De septembre 1859 à juillet 1870, Léon Legouest enseigne la chirurgie opératoire à l'hôpital d'instruction des armées du Val-de-Grâce, avec le grade de médecin principal. Il devient membre de l’Académie de médecine en janvier 1867. Nommé médecin chef du 1ercorps de l’armée du Rhin à Strasbourg au début de la Guerre franco-allemande de 1870, Léon Legouest assiste à la défaite de son armée, avant de se replier au camp de Chalons. Legouest est affecté par l’annexion de sa ville natale à l’Empire allemand. Souhaitant réformer l’administration des services de santé de l’armée, il entre au conseil de santé de l’armé en 1875, avant d’être promu Commandeur de l’ordre de la Légion d’honneur l’année suivante. Nommé médecin inspecteur général du service de santé militaire en avril 1882, puis président du nouveau comité consultatif de santé, il œuvre ensuite sans relâche pour réorganiser les services de santé français. Il meurt le 5 mars 1889 à son domicile dans le 6e arrondissement de Paris
En hommage posthume de sa ville natale, l’hôpital militaire de Metz de l'avenue de Plantières, porte son nom.
Il épousa la fille de l'architecte Pierre Prosper Chabrol. Il sera notamment le grand-père de l'homme politique Marcel Plaisant.

## Décorations
- Commandeur de l'Ordre national de la Légion d'Honneur  France
- Ordre de Saint-Stanislas (Russie impériale)  Empire russe
- Ordre du Médjidié  Empire ottoman
- Ordre des Saints-Maurice-et-Lazare  Royaume d'Italie
- Médaille commémorative de la campagne d'Italie (1859)  France

## Œuvres et publications
- De la pneumonie traumatique, [Thèse de Médecine, Paris, 1845], Paris , Rignoux, 1845, Texte intégral.
- De la désarticulation coxo-fémorale au point de vue de la chirurgie d'armée, Paris , H. et C. Noblet, 1855.
- Des kystes synoviaux du poignet et de la main, [Thèse de Médecine, Pierre Honoré Bérard, Président du jury de soutenance, Faculté de médecine de Paris], Paris , Librairie de A. Delahaye et E. Chatel, 1857.
- La chirurgie militaire contemporaine, typ. de H. Plon, Paris, 1861.
- Éloge historique de L.J. Bégin, [lu à la Société de chirurgie dans la séance du 9 janvier 1861], Paris, typ. de Henri Plon, 1861, Texte intégral.
- Notice sur les titres, les services et les travaux scientifiques du docteur V.A.L. Legouest, Paris, Impr. de L. Martinet, 1863,Texte intégral.
- Traité de chirurgie d'armée, J.-B. Baillière et fils, Paris, 1863, lire en ligne sur Gallica.
- De la salubrité des hôpitaux militaires de Paris, impr. de H. Plon, Paris, 1864.
- « Des amputations en général », Extrait du Dictionnaire encyclopédique des sciences médicales, t. 3, 1865, Texte intégral.
- Notice sur les titres, les services et les travaux scientifiques du docteur V.A.L. Legouest, Paris, Impr. de L. Martinet, 1865,Texte intégral.
- De la rupture spontanée des veines, Paris, P. Asselin, 1867.
- Conférence sur le service de santé en campagne, Paris , J. Dumaine, 1868.
- Le service de santé des armées américaines, pendant la guerre des États-Unis, 1861-1865, J.-B. Baillière, Paris, 1866, lire en ligne sur Gallica.
- Notice sur M. le médecin inspecteur Sédillot, Paris , V. Rozier, 1883.

En collaboration
- avec Charles Sédillot, Traite de médecine opératoire : bandages et appareils, Paris , J.B. Baillière et fils, 1870, Texte intégral.